# The Godsend
The Godsend és una pel·lícula de terror britànica de 1980 dirigida per Gabrielle Beaumont i escrita per Olaf Pooley. Està basat en la novel·la de 1976 The Godsend de Bernard Taylor. La pel·lícula és protagonitzada per Malcolm Stoddard, Cyd Hayman, Angela Pleasence, Patrick Barr, Wilhelmina Green i Joanne Boorman. La pel·lícula va ser estrenada l'11 de gener de 1980 per The Cannon Group, Inc.

## Argument
L'Alan i la Kate Marlowe passegen amb els seus fills, Davy, Lucy, Sam i el nadó Matthew. La Kate coneix una desconeguda embarassada i torna a casa amb ells. Sembla evident que l'Alan descobreix quelcom "defectuós" d'ella de seguida, mentre ella el mira intensament, però ell no diu res. Queda breument sense vigilància, talla la seva línia telefònica. L'Alan està a punt de portar-la a casa, però es posa de part i la Kate l'ajuda a donar a llum una nena. L'endemà, Kate veu que la dona ha marxat, havent abandonat el nen amb ells. Malgrat les reserves de l'Alan, Kate vol quedar-se amb el nadó, a qui anomenen Bonnie. Més tard, troben en Matthew mort en un corral amb Bonnie.
En un pícnic familiar, Davy i Bonnie se'n van i els busquen desesperadament. La Kate troba la Bonnie a la riba d'un rierol amb rascades a les mans, mentre que l'Alan descobreix que Davy s'ha ofegat al rierol. L'Alan intenta fer CPR a Davy, però no té èxit. Més tard, la Kate i l'Alan estan d'acord que les esgarrapades a la Bonnie deuen ser de Davy que la va salvar. La Bonnie comença a trencar les coses i en Sam la culpa, malgrat que digui que no ho va fer. Kate ho atribueix a la gelosia de la Bonnie a en Sam. Un dia, la família juga a amagar i a buscar i l'Alan troba Sam mort en un graner. Més tard, l'Alan troba la cinta de la Bonnie al costat d'on estava el cos de Sam.
Els Marlowe comencen a rebre cartes acusant-los d'haver matat els seus fills i Kate cau en una depressió. Quan un periodista arriba a casa seva i molesta la Kate, l'Alan accepta traslladar la família a Londres. La Bonnie es posa malalta de galteres i fa un petó a l'Alan mentre fa la migdiada. També es posa malalt de galteres i té un flashback en un somni sobre les circumstàncies de la mort dels seus fills, i la Bonnie a prop de cadascun.
En un parc infantil, l'Alan observa a la Bonnie llançant un gronxador desocupat al camí d'un gronxador en què la Lucy està balancejant-se. Les cadenes del gronxador es torcen juntes, però la Lucy no cau i l'Alan és capaç de salvar-la abans que es faci mal. L'Alan intenta discutir les seves preocupacions sobre la Bonnie amb la Kate, dient que no és normal. Kate no està molt d'acord, dient que la Bonnie estima la Lucy i només jugava. L'Alan diu que la Bonnie estima a la Lucy de la mateixa manera que estimava els seus tres nois, i la Kate està disgustada per la insinuació. L'Alan li diu a Kate les seves teories sobre la implicació de la Bonnie en les morts, però ella encara és incrèdula. L'Alan fa servir una analogia sobre la Bonnie, dient que un cucut posa els seus ous en un altre niu, i que la plomada està empenyent els altres per captar tota l'atenció dels pares.
L'Alan vol endur-se la Bonnie, però la Kate es nega, així que segresta a la Lucy. L'Alan va a veure la Kate, que està disgustada perquè l'Alan no li digui on és la Lucy. L'Alan li dona un ultimàtum a la Kate per triar la Bonnie o la Lucy. Ella es nega a fer-ho i ell marxa. Més tard, descobreixen que la Kate ha tingut un accident i està a l'hospital. L'Alan torna precipitadament a Londres, on s'assabenta que Kate havia estat embarassada, però que va patir un avortament involuntari a causa de l'accident.
De tornada al seu apartament, l'Alan s'assabenta pel veí, el Sr. Taverner, que Kate va ensopegar amb una nina a dalt d'una escala i que la Sra. Taverner s'ha endut la Bonnie de viatge. La Kate ve a la feina d'Alan per dir-li a l'Alan que vol el divorci. S'alarma al saber que la Bonnie està sola a casa amb la Lucy. L'Alan truca a la Lucy, dient-li que vagi al costat del Taverners. La Bonnie els té tancats, i quan la Kate i l'Alan arriben a casa, Bonnie ha utilitzat el control mental sobre la Lucy per fer-la saltar per una finestra fins a morir. Alan intenta matar Bonnie, però el Sr. Taverner el treu d'ella. Kate decideix quedar-se amb Bonnie i l'Alan la deixa. En un parc, l'Alan veu l'estranya dona que va donar a llum a Bonnie, i ara està embarassada, i parla amb la mare. Corre darrere d'ells per avisar la família, però ja se n'han anat.

## Repartiment
- Malcolm Stoddard as Alan Marlowe
- Cyd Hayman com a Kate Marlowe
- Angela Pleasence com a The Stranger
- Patrick Barr com el Dr. Collins
- Wilhelmina Green com a Bonnie
- Joanne Boorman com Bonnie com Baby
- Angela Deamer com a Lucy Marlowe
- Clarissa Young com a Lucy més jove
- Lee Gregory com a Davy Marlowe
- Piers Eady com a Sam Marlowe
- Anna Wing com a Sra. Taverner
- Artro Morris com el Sr. Taverner

## Premis
Al XIII Festival Internacional de Cinema Fantàstic i de Terror va rebre el premi a la millor actriu (Cyd Hayman).